# Auhagen
Auhagen est une commune allemande de l'arrondissement de Schaumbourg, Land de Basse-Saxe.

## Géographie
La commune est traversée par le Sachsenhäger Aue.
| Wölpinghausen | Hagenburg |                        |
| Sachsenhagen  | Auhagen   | Wunstorf               |
| Lüdersfeld    | Lindhorst | Bad Nenndorf/Hohnhorst |

La commune comprend les quartiers d'Auhagen et Düdinghausen.

## Histoire
Auhagen est mentionné pour la première fois en 1382 sous le nom de "Ouhagen". 
Durant la colonisation du Hagen au XIIIe siècle, le village s'élève contre le château-fort de Sachsenhagen, dans le duché de Saxe-Lauenbourg puis dans le comté de Schaumbourg. Cette colonisation suit le Sachsenhäger Aue. Les paysans jouissent de privilèges et sont considérés comme des citoyens libres.
Le 24 octobre 1619, Sachsenhagen subit un incendie, Auhagen est épargné. 
L'intersection entre Auhagen et Hagenburg fait référence à la division du comté de Schaumbourg, à sa partie appartenant à la Hesse-Cassel puis à la principauté de Schaumbourg-Lippe et au royaume de Hanovre.